# Compton Glacier
Compton Glacier är en glaciär på ön Heard Island i Heard- och McDonaldöarna (Australien).